# Kleist

Herb Kleist

Herb Kleist odmienny

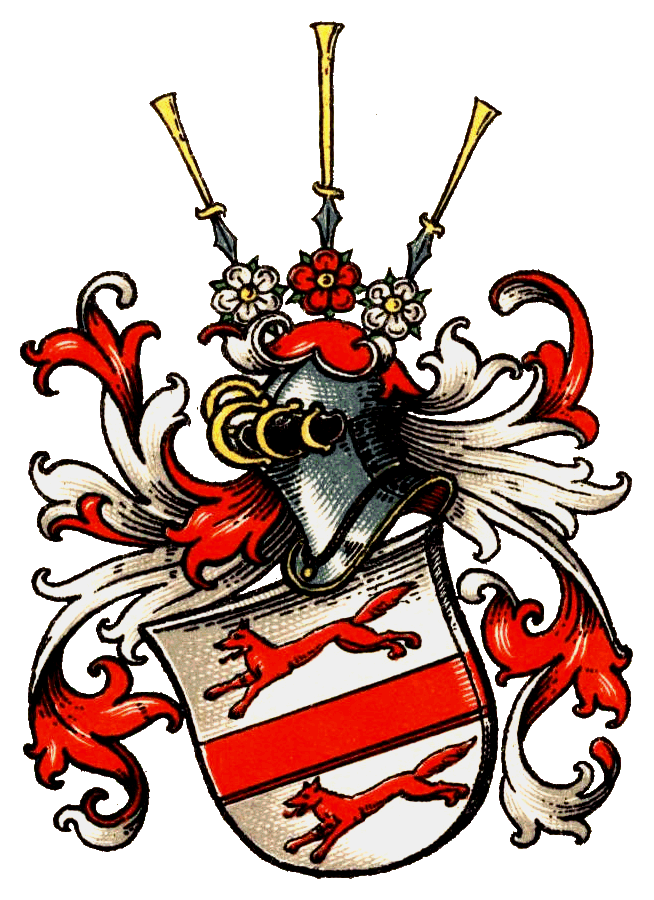
Herb Kleist w Wappenbuch des Westfälischen Adels Adolfa Hildebrandta, 1901-1903

Kleist (Clest, Kleyst, Klejst, Kleisters) – niemiecki, kurlandzki i pomorski herb szlachecki, używany przez starą słowiańską rodzinę wywodzącą się z Pomorza Zachodniego.

## Opis herbu
Herb znany w przynajmniej dwóch wariantach. Opisy zgodnie z klasycznymi regułami blazonowania:
Kleist I (Clest, Kleyst): W polu srebrnym dwa biegnące lisy (lub wilki) czerwone w słup, pomiędzy nimi takiż pas. Klejnot: nad hełmem bez korony trzy róże; czerwona pomiędzy srebrnymi, nad nimi trzy kopie (lub włócznie) złote, ostrzami srebrnymi w dół. Labry czerwone, podbite srebrem.
Kleist odmienny (Klejst, Kleisters): W polu srebrnym dwa lisy czerwone biegnące w skos, jeden nad drugim, dolny na murawie zielonej, pomiędzy nimi skos czerwony. Klejnot: nad hełmem w koronie trzy kopie z chorągiewkami: żółtą, czerwoną i błękitną w wachlarz. Labry czerwone, podbite złotem.

## Najwcześniejsze wzmianki
Najwcześniejszymi pieczęciami z herbem (bez klejnotu) były pieczęcie Dubslaffa Clest z 1385 roku i Pribbeslausa Clesta. Klejnot w postaci tylko trzech włóczni pojawił się na pieczęciach Drewsa Cleista z 1537 roku i Asmusa Kleista z 1595 roku. Trzy róże pojawiają się w klejnocie po raz pierwszy na pieczęci Wilhelma Kleista z 1617 roku. Z jeszcze innej pieczęci, Ewalda Joachima Kleista z roku 1699 znana jest wersja herbu bez hełmu i klejnotu z godłem pozbawionym pasa. Wersja pełna i barwna herbu po raz pierwszy pojawiła się na mapie Pomorza Lubinusa z 1618 roku. Wymieniana jest także przez herbarze Ledebura (Wappenbuch der Preussischen Monarchie, 1828), Bagmihla (Pommersches Wappenbuch, 1854), "Nowego" Siebmachera (Der Adel des Königreichs Preußen, 1857), oraz Klingspora (Baltisches Wappenbuch, 1882). Wersja określona jako odmiana jest jedyną wersją znaną polskim herbarzom. Znajduje się na ilustracji do rękopisu herbarza Dachnowskiego z około 1620 roku.

## Herbowni
Kleist (Celest, Clest, Klajst, Kleisten, Kleisters, Klejst, Klest, Kleszcz, Kleyst, Klisz, błędnie Gleist).
Rodzinie tej błędnie przypisuje się także herb Doręgowski.

## Rodzina Kleist
Rodzina Kleist wywodzi się od starego słowiańskiego rodu Kleszczów z ziemi kołobrzeskiej, znanego od końca XIII wieku. Rodzina osiadła w wiekach późniejszych w Danii, Niemczech, Polsce i Kurlandii. W Polsce mieli dobra na południu ziemi człuchowskiej. Pierwszymi wzmiankowanymi niewątpliwymi członkami rodu byli bracia Clest wymieniani w 1289 roku. Jednakże według niektórych teorii rodzina ta była pochodzenia niemieckiego i jej przedstawicielami byli także Conrad Clest ze Starej Marchii, wzmiankowany w 1248 w księstwie szczecińskim i jego wzmiankowany rok później brat, Bertold. Obaj mieli powiązania lenne z klasztorem w Kołbaczu. Słowiańskie imiona późniejszych Clestów zdają się przeczyć teorii o spokrewnieniu z Conradem i Bertoldem. W roku 1325 wzmiankowany jest Mikołaj Kleszcz (Nycolaus Clest), zaś w roku 1364 Prissebur Clest z Motarzyna. Jest on uważany za protoplastę wszystkich obecnie żyjących Kleistów. Pod koniec XV wieku ród podzielił się na trzy linie: z Motarzyna-Starego Dębna, Tychowa-Dobrowa i Wielanowa-Radacza. Z tych linii dwie pierwsze istnieją do dzisiaj, trzecia wygasła w XVIII wieku. Przedstawiciele linii osiadłych w Niemczech i Kurlandii otrzymali tytuły arystokratyczne. W Polsce, na Pomorzu, rodzina odnotowana została po raz pierwszy w 1570 roku w osobie Jana Kleista, właściciela Krzemieniewa. Był on przedstawicielem linii z Motarzyna. W kolejnym wieku rodzina miała już w okolicy kilka wsi i pełnili kilka funkcji ziemskich i grodzkich.